# Талпа (Ботошани)
Талпа (рум. Talpa) насеље је у Румунији у округу Ботошани у општини Кандешти. Oпштина се налази на надморској висини од 290 m.

## Становништво
Према подацима из 2002. године у насељу је живело 496 становника, од којих су сви румунске националности.